# Wolfgang Feiersinger
Wolfgang Feiersinger (Saalfelden, 1965. január 30. –), osztrák válogatott labdarúgó.
Az osztrák válogatott tagjaként részt vett az 1998-as világbajnokságon.

## Sikerei, díjai
Salzburg
- Osztrák bajnok (2): 1993–94, 1994–95
- Osztrák szuperkupa (2): 1994, 1995

Borussia Dortmund
- UEFA-bajnokok ligája (1): 1996–97
- Interkontinentális kupa (1): 1997